# Carlos Barredo Llamazales
Carlos Barredo Llamazales (Oviedo, 5 de juny de 1981) és un ciclista espanyol ja retirat, professional des del 2004 fins al 2012.
El juliol de 2014 l'UCI va anunciar que sanciona per dos anys el ciclista, malgrat estar ja retirat, a causa de greus anomalies al passaport biològic. Alhora se li van treure els resultats obtinguts entre el 26 d'octubre de 2007 i el 24 de setembre de 2011.

## Palmarès
- 2004
  - Vencedor d'una etapa de la Volta a Astúries
- 2006
  - Vencedor d'una etapa Tour Down Under
- 2008
  - Vencedor d'una etapa de la París Niça
- 2009
  - 1r de la Clàssica de Sant Sebastià
- 2010
  - Vencedor d'una etapa a la Volta a Espanya

### Resultats a la Volta a Espanya
- 2006. 42è de la classificació general
- 2007. 10è de la classificació general
- 2008. Abandona (7a etapa)
- 2009. Abandona (9a etapa)
- 2010. 43è de la classificació general. Vencedor d'una etapa

### Resultats al Tour de França
- 2007. 42è de la classificació general
- 2008. 89è de la classificació general
- 2009. 63è de la classificació general
- 2010. 41è de la classificació general
- 2011. 35è de la classificació general